# Hagnell
Hagnell är ett efternamn. Den 1 oktober 2018 var 61 personer med efternamnet Hagnell bosatta i Sverige. Personer med efternamnet Hagnell kan tillhöra Långarydssläkten.

## Personer med efternamnet Hagnell
- Axel Hagnell (1889–1962), läroboksförfattare, skolman
- Birgitta Hagnell-Lindén (1932–2018), konstnär
- Hans Hagnell (1919–2006), politiker, landshövding
- Nils Hagnell (1921–2001), läroboksförfattare, skolman
- Olle Hagnell (1924–2011), läkare, professor i psykiatri
- Viveka Hagnell (född 1940), författare, professor i drama